# المليار الثالث
المليار الثالث هو مصطلح يستخدم لتمثيل مايقارب من مليار امرأة في كل من الدول النامية والصناعية، واللاتي كانت حياتهن الاقتصادية السابقة واهنة، وبها ضعف في القدرة على الاستدانة وقامعة، واللاتي يستطعن أن يأخذن مكانهم في الاقتصاد العالمي كمستهلكات ومنتجات وموظفات ورائدات أعمال خلال العقد المقبل.

## نظرة عامة حول مصطلح المليار الثالث
استطاع حوالى 870 مليون امرأه من اللاتي كن يعشن على مستوى المنح المعيشية أن يلحقن بالمسار الاقتصادي كمنتجات ومستهلكات وموظفات ورائدات أعمال بحلول عام 2020، ويمكن أن يصل هذا الرقم مليوناً في خلال العشر سنوات القادمة. من المحتمل أن يكون التأثير الاقتصادي لهؤلاء النساء ملحوظاً بشكل كبير كتأثير التعداد السكاني لكلا من الهند والصين الذي يتخطى المليون نسمة. قد أطلق هذا المصطلح بوز آلين (مؤسس شركة بوزوالشركة) وشركاؤه دى آن اجويرا وكريم الصباغ وذلك بعد تحليلهم لظاهرة هؤلاء النساء وتم نشر تلك الدراسة في مايو 2010.

## حملة المليار الثالث
أطلق لوبيترا كوليشن حمله المليار الثالث في 1 فبراير 2012. تهدف تلك الحملة إلى اتحاد الحكومات والمنظمات الغير حكومية والمؤسسات والشباب لإمداد هؤلاء النساء بالادوات الضروريه لضمان الحصول على الحماية القانونيه والتعليم والتمويل والتدريب والاسواق للوصول للتمكين الاقتصادى. كما تهدف الحملة لاعداد وتمكين هؤلاء النساء ممن يشاركن في المليار الثالث ممن لديهن القدرة ولكن تنقصهن الموارد وذلك ليستطعن المنافسة في الاقتصاد العالمى .

## مؤشر المليار الثالث
نشر بوزوالشركة معيار المليار الثالث الافتتاحي عام 2012 وذلك لتوضيح الحد الأدنى لتقدم النساء في العمل .ويتضمن هذا المعيار بيانات قد تم نشرها بواسطه منتدى الاقتصاد العالمى ووحده الذكاء الاقتصادى. يحتوي هذا المعيار عن خلفيات لدول حول العالم والتي تعرض الحواجز التي تواجهها هؤلاء النساء في محاولةً منهن لتحقيق القوة الاقتصادية الكاملة كما يوضح دور الحكومات والشركات في تعزيز مشاركه هؤلاء النساء والتقدم في مجال العمل وتقديم رائدات أعمال من النساء.